# エドワード・ターフェ
エドワード・ジェームズ・"ネッド"・ターフェ（Edward James "Ned" Taaffe、1921年12月11日 - 2001年6月26日）は、アメリカ合衆国の地理学者。
特に、都市地理学、交通地理学の分野で業績を残し、交通の発達と都市階層の変動の関係について研究を進めた。
ターフェの航空輸送への関心は、1942年に徴兵されてアメリカ陸軍航空隊に入り、ニューヨーク大学で航空輸送司令部の気象観測担当者として教育を受け、中尉に任官してヨーロッパで気象予報などの業務に従事した、第二次世界大戦中の軍務経験に由来するものであった。
ターフェは、もともとジャーナリズム専攻でBSを取得していたが、1948年に結婚し、シカゴ大学の大学院に進んで地理学を専攻するようになり、1952年にPhDを取得した。ターフェは、ロヨラ大学やノースウェスタン大学で教鞭を執ったが、ノースウェスタン大学では、ターフェと門下の大学院生により計量地理学の研究が進められた。
1963年、ターフェはオハイオ州立大学に移り、地理学教室を主宰するようになった。同年から1965年にかけては、エドワード・A・アッカーマンを委員長とし、全米科学アカデミー・全米研究評議会地球科学部局に設けられた、地理学委員会の委員となった。
1971年から1972年にかけて、ターフェはアメリカ地理学会の会長を務めた。1992年には、オハイオ州立大学から引退したが、1999年に大学は彼を讃えて「the Edward J. Taaffe Colloquium Series」と題したコロキアムを開始した。このコロキアムは、その後「the Edward J. Taaffe Physical Geography Colloquium」と改称して継続されている。